# Барышники (Кировская область)
Барышники — деревня в Кикнурском районе Кировской области.

## География
Находится на расстоянии примерно 19 км по прямой на северо-запад от райцентра поселка Кикнур.

## История
Известна с 1873 года починок Барышников, в котором отмечено дворов 13 и жителей 118, в 1905 42 и 256, в 1926 (уже деревня Барышники) 61 и 323, в 1950 64 и 162, в 1989 проживало 52 человека. В период 2006—2014 годов входила в Русскокраинское сельское поселение. С 2014 по январь 2020 года входила в Кикнурское сельское поселение до его упразднения.

## Население
Постоянное население составляло 32 человека (русские 100 %) в 2002 году, 16 в 2010.